# جورج إتش غيورنسي
جورج إتش غيورنسي (بالإنجليزية: George H. Guernsey)‏ هو مهندس معماري أمريكي، ولد في 1839 في كاليس في الولايات المتحدة، وتوفي في 1900 في مونبلييه في الولايات المتحدة.